# 薩米特鎮區 (堪薩斯州馬里昂縣)
薩米特鎮區（英語：Summit Township）為美國堪薩斯州馬里昂縣轄下的鎮區。2010年美国人口普查中此鎮區人口有80人。

## 地理
薩米特鎮區涵蓋總面積為93.3平方（36.02平方英里），其中陸地面積為92.9平方（35.88平方英里），水域面積為0.36平方（0.14平方英里）或0.39%。海拔高度1,463（4,800英尺）。

## 人口統計
根據2010年美國人口普查，薩米特鎮區人口有80人，其中男性有39人，女性有41人，人口密度為每平方公里0.86人，住房計38戶。鎮區內的白人有80人，非裔美國人有0人，美洲原住民有0人，亞裔美國人有0人，太平洋島裔美國人有0人，其他種族有0人，混血種族則有0人。此外鎮區內有0人為西班牙裔或拉丁裔美國人。此鎮區之年齡中位數為36.5歲，而男性年齡中位數為39.5歲，女性年齡中位數為0.0歲。